# Ostřice krátkošíjná
Ostřice krátkošíjná (Carex brevicollis) je druh jednoděložné rostliny z čeledi šáchorovité (Cyperaceae).

## Popis
Jedná se o rostlinu dosahující výšky nejčastěji 30–60 cm. Je vytrvalá a na rozdíl od podobné ostřice Micheliovy je hustě trsnatá, má krátké tlusté oddenky. Listy jsou střídavé, přisedlé, s listovými pochvami. Lodyha asi stejně dlouhá jako listy, trojhranná a nahoře trochu drsná. Čepele jsou asi 5–7 mm široké, trochu žlábkovité nebo ploché. Pochvy dolních listů jsou hnědé, vláknitě rozpadavé. Ostřice krátkošíjná patří mezi různoklasé ostřice, nahoře jsou klásky čistě samčí, dole čistě samičí. Samčí klásek bývá pouze jeden, samičí bývají 1–3, krátce stopkaté. Listeny jsou kratší než květenství, pochvaté. Okvětí chybí. V samčích květech jsou zpravidla 3 tyčinky. Čnělky jsou většinou 3. Plodem je mošnička, která je asi 4–5 mm dlouhá, světle hnědozelená, jemně žilkovaná, zobánek je 1–1,5 mm dlouhý, dvouzubý. Každá mošnička je podepřená plevou, která je oranžově hnědá, světlejší lem většinou chybí. Počet chromozómů: 2n=56.

## Rozšíření
Ostřice krátkošíjná roste hlavně v jihozápadní a jihovýchodní Evropě a v Turecku.

## Rozšíření v Česku
V ČR je známa jedna doložená lokalita u Jičína, výskyt však nebyl potvrzen, proto je tento druh pro flóru ČR značně nejistý. Nejblíže roste patrně na jižním Slovensku.